# Tuzi Ljevorečke
Tuzi Ljevorečke este un sat din municipiul Podgorica, Muntenegru. Conform datelor de la recensământul din 2003, localitatea are 6 locuitori (la recensământul din 1991 erau 3 locuitori).

## Demografie
În satul Tuzi Ljevorečke locuiesc 6 persoane adulte, iar vârsta medie a populației este de 62,7 de ani (54,5 la bărbați și 70,8 la femei). În localitate sunt 5 gospodării, iar numărul mediu de membri în gospodărie este de 1,20.
Această localitate este populată majoritar de sârbi (conform recensământului din 2003).
|  |

| Demografie | Demografie | Demografie |
| An         | Locuitori  | Locuitori  |
| ---------- | ---------- | ---------- |
|            |            |            |
|            |            |            |
|            |            |            |
|            |            |            |
| 1948       | 151        |            |
| 1953       | 159        |            |
| 1961       | 117        |            |
| 1971       | 114        |            |
| 1981       | 5          |            |
| 1991       | 3          | 3          |
| 2003       | 6          | 6          |

| \| Componența etnică conform recensământului din 2003[2] \| Componența etnică conform recensământului din 2003[2] \| Componența etnică conform recensământului din 2003[2] \| Componența etnică conform recensământului din 2003[2] \| Componența etnică conform recensământului din 2003[2] \| \| ----------------------------------------------------- \| ----------------------------------------------------- \| ----------------------------------------------------- \| ----------------------------------------------------- \| ----------------------------------------------------- \| \| \| \| \| \| \| \| Sârbi \| Sârbi \| \| 5 \| 83,33% \| \| Muntenegreni \| Muntenegreni \| \| 1 \| 16,66% \| \| necunoscută \| necunoscută \| \| 0 \| 0% \| |              |  |   |        |
| Componența etnică conform recensământului din 2003 |              |  |   |        |
| |              |  |   |        |
| Sârbi | Sârbi        |  | 5 | 83,33% |
| Muntenegreni | Muntenegreni |  | 1 | 16,66% |
| necunoscută | necunoscută  |  | 0 | 0%     |